# А ну, закрой-ка дверь!

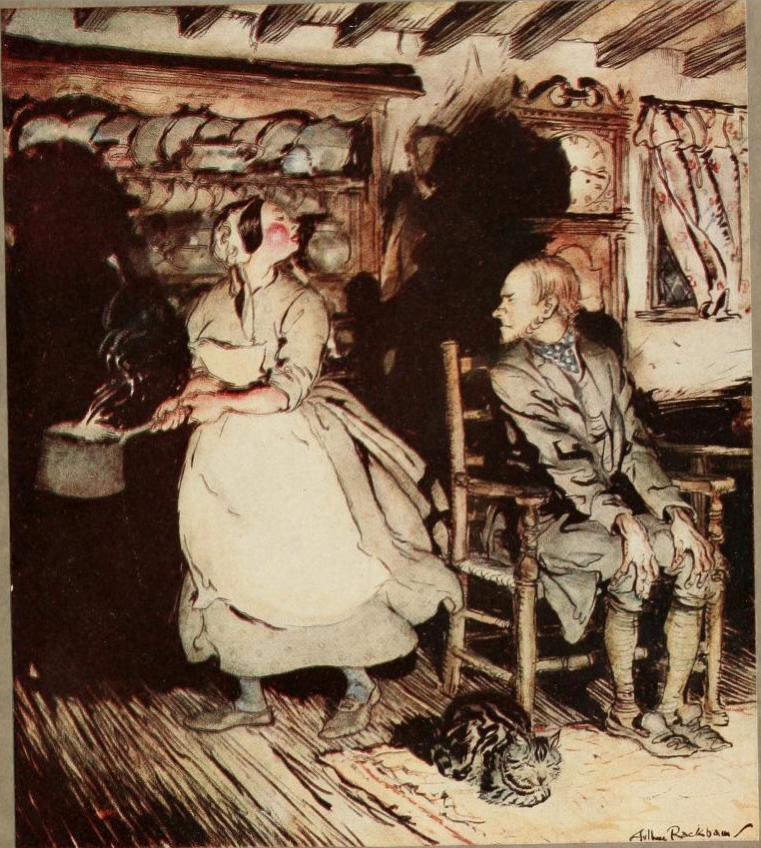
Иллюстрация к балладе Артура Рэкема…

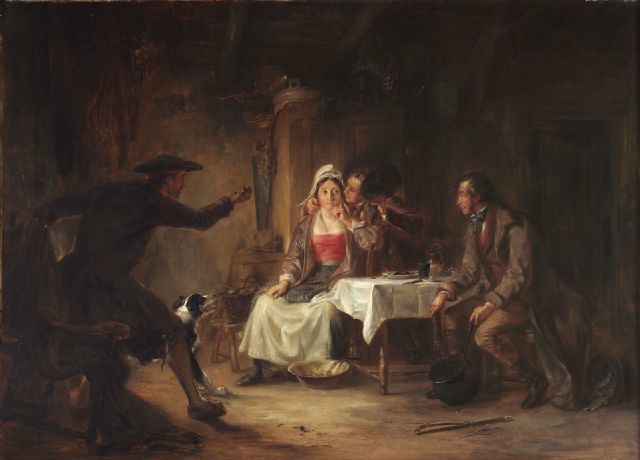
…и Фрейзер, Александр Джордж

«А ну, закрой-ка дверь!» (англ. Get Up and Bar the Door; Child 275, Roud 115) — англо-шотландская народная баллада. Фрэнсис Джеймс Чайлд в своём собрании приводит три её варианта, весьма близких к друг другу и озаглавленных: «Get Up and Bar the Door», «John Blunt» и «Johnie Blunt». Они записаны соответственно Дэвидом Хёрдом, Макмасом и Робертом Бёрнсом; В 1769 году Хёрд впервые опубликовал текст.

## Сюжет
Вечером хозяйка готовит пудинг. Поднимается ветер, и муж просит её закрыть и запереть входную дверь. Та, занятая, отказывается, и они заключают сделку: кто первым заговорит, тот и закроет дверь. Ночью в дом заходят посторонние люди и съедают весь пудинг. Не видя сопротивления со стороны хозяев, они задумывают обесчестить жену и, в двух из трёх вариантов, побрить мужа при помощи ножа. Хозяин не собирается этого терпеть и гневно обращается к ночным визитёрам. Его жена замечает, что тот заговорил первым, и теперь он должен запереть дверь.
Сходные юмористические сюжеты присутствуют в русском, болгарском, узбекском, турецком, арабском и итальянском фольклорах. Итальянскую версию в своём сборнике новелл 1553 года «Приятные ночи» (итал. Le piacevoli notti) пересказал Джованни Франческо Страпарола.

## Русский перевод
Самуил Маршак выполнил вольный пересказ сюжета баллады, написав стихотворение, которое в большинстве публикаций так и называлось: «Старуха, дверь закрой!» Среди прочих отличающихся деталей здесь пари выигрывает главный герой, а в оригинале это делает его жена. Впервые это произведение было опубликовано в первом номере журнала «Крокодил» за 1946 год с подзаголовком «Английская народная баллада» и с первой строкой «Под праздник, под Мартынов день…».
В книгу «Сказки» (книга первая, 1952) баллада вошла без подзаголовка. Впервые он появился в переиздании 1953 года и назывался: «Народная сказка». Также в отдельных сборниках баллада печаталась под названием «Кому дверь закрывать». В письме к А. Н. Аваковой (2 апреля 1958 года) Самуил Маршак писал:
 В сказках «Старуха, дверь закрой!», «Мельник, мальчик и осёл» и других подобных использованы бродячие сюжеты народных сказок. Трудно установить, какому народу эти сюжеты принадлежат.
Впервые я нашёл сюжет «Мельника, мальчика и осла» в немецком фольклоре, но вскоре обнаружил тот же сюжет в восточных сказках.
Сюжет «Старухи, дверь закрой!» я встречал и в английском фольклоре, и в латышском, и в украинском. Вероятно, всё это очень древние сюжеты, переходившие из страны в страну.

В размере, ритме и стиле этих сказок я сохранял совершенную свободу, хоть и пытался придать той или иной сказке национальный колорит.
Другой перевод, близкий к оригинальному тексту, выполнил Николай Михайлович Голь.